# Tir à l'arc aux Jeux olympiques d'été de 1996
Navigation
Barcelone 1992 Sydney 2000
Quatre épreuves de Tir à l'arc sont au programme des Jeux olympiques d'été de 1996 à Atlanta.

## Tableau des médailles
| Rang | Nation       | Or | Argent | Bronze | Total |
| ---- | ------------ | -- | ------ | ------ | ----- |
| 1    | Corée du Sud | 2  | 1      | 1      | 4     |
| 2    | États-Unis   | 2  | 0      | 0      | 2     |
| 3    | Allemagne    | 0  | 1      | 0      | 1     |
| -    | Chine        | 0  | 1      | 0      | 1     |
| -    | Suède        | 0  | 1      | 0      | 1     |
| 6    | Ukraine      | 0  | 0      | 1      | 1     |
| -    | Italie       | 0  | 0      | 1      | 1     |
| -    | Pologne      | 0  | 0      | 1      | 1     |

## Résultats
| Épreuve          | Or                                                    | Argent                                                        | Bronze                                                 |
| ---------------- | ----------------------------------------------------- | ------------------------------------------------------------- | ------------------------------------------------------ |
| Individuel homme | Justin Huish, États-Unis                              | Magnus Petersson, Suède                                       | Oh Kyo-Moon, Corée du Sud                              |
| Homme par équipe | États-Unis Justin Huish Butch Johnson Rod White       | Corée du Sud Jang Yong-Ho Kim Bo-ram Oh Kyo-Moon              | Italie Matteo Bisiani Michele Frangilli Andrea Parenti |
| Individuel femme | Kim Kyung-Wook, Corée du Sud                          | He Ying, Chine                                                | Olena Sadovnycha, Ukraine                              |
| Femme par équipe | Corée du Sud Kim Jo-Sun Kim Kyung-Wook Youn Hye-Young | Allemagne Barbara Mensing Cornelia Pfohl Sandra Wagner-Sachse | Pologne Iwona Dzięcioł Katarzyna Klata Joanna Nowicka  |